# 모니크 스파지아니
모니크 스파지아니(Monique Spaziani, 1957년 12월 16일 ~ )는 캐나다의 배우이다.
몬트리올에서 태어났다.

## 출연 작품
- Rafales (1990)
- 내 마음의 지도 (1992)
- 밀리언 달러 베이비 (1994, Les Jumelles Dionne)
- Aurore (2005)
- 아이 킬드 마이 마더 (2009) - 드니즈 역
- 로렌스 애니웨이 (2012) - 프란신 역